# Jože Novak
Jože Novak (ur. 22 września 1957 w Lublanie) – słoweński architekt krajobrazu i urzędnik państwowy, sekretarz stanu, od 2023 minister zasobów naturalnych i przestrzeni kosmicznej.

## Życiorys
Z wykształcenia i zawodu architekt krajobrazu, absolwent Uniwersytetu Lublańskiego. Zawodowo związany z planowaniem przestrzennym. Pracował w wydziale urbanistyki i budownictwa gminy Grosuplje, a także jako kierownik projektu i dyrektor biura projektowego. W drugiej połowie lat 80. wchodził w skład władz wykonawczych gminy Grosuplje. Od 1992 do 2001 pełnił funkcję dyrektora urzędu planowania przestrzennego, podległego resortowi środowiska. Następnie objął stanowisko sekretarza stanu w tym ministerstwie, które zajmował do 2004. Kierował funduszem mieszkaniowym oraz spółką Imos Holding, był też urzędnikiem w ministerstwie finansów, w którym zajmował się projektem reformy systemu opodatkowania nieruchomości. Później pracował w przedsiębiorstwie inżynieryjnym DRI.
W październiku 2023 mianowany sekretarzem stanu w ministerstwie zasobów naturalnych i przestrzeni kosmicznej. W grudniu 2023 z rekomendacji Ruchu Wolności stanął na czele tego resortu w randzie ministra, wchodząc w skład rządu Roberta Goloba.